# Arctia pallidabrunnea
Arctia pallidabrunnea är en fjärilsart som beskrevs av Statt. 1934. Arctia pallidabrunnea ingår i släktet Arctia och familjen björnspinnare. Inga underarter finns listade i Catalogue of Life.